# Princesa de Gales
Princesa de Gales (galés: Tywysoges Cymru) es el título que ha usado la esposa del príncipe de Gales desde el siglo xiv. Es probable que la princesa se convierta en la futura reina consorte, ya que el príncipe de Gales es el título reservado para el heredero natural a la Corona británica (y anteriormente en la historia, a la Corona inglesa). Cuando se registró por primera vez, el título no estaba vinculado a la Corona inglesa, sino que se desarrolló en un Gales independiente cuando lo ostentaba Leonor de Montfort, esposa del príncipe nativo de Gales, Llywelyn ap Gruffydd. La actual titular es Catalina (apellido de soltera: Middleton).
Las mujeres herederas al trono (aparentes o presuntivas, es decir, una futura reina reinante) no han ostentado formalmente el título. En el siglo xx, el rey Jorge VI, al examinar la cuestión, decidió que es un título que sólo puede ostentar la esposa del príncipe.

## Antecedentes
Antes de «princesa» (galés: Tywysoges), el título de «reina» (galés: Brenhines) era utilizado por algunas cónyuges de los gobernantes de Gales. Algunos ejemplos incluyen Angharad ferch Owain, esposa de Gruffydd ap Cynan, y Cristin verch Goronwy, esposa del hijo de Gruffudd, Owain Gwynedd (en concreto, se la conocía como «reina viuda»).

## El título en Gales independiente

### Juana (Siwan)
Juana, también conocida como Siwan (su nombre galés), era la hija ilegítima del rey Juan de Inglaterra. Era la esposa de Llywelyn el Grande (inicialmente, el rey de Gwynedd), gobernante efectivo de todo Gales. Durante su mandato, utilizó los títulos de «lady de Gales» y «lady de Snowdon».

### Leonor de Montfort y Gwenllian

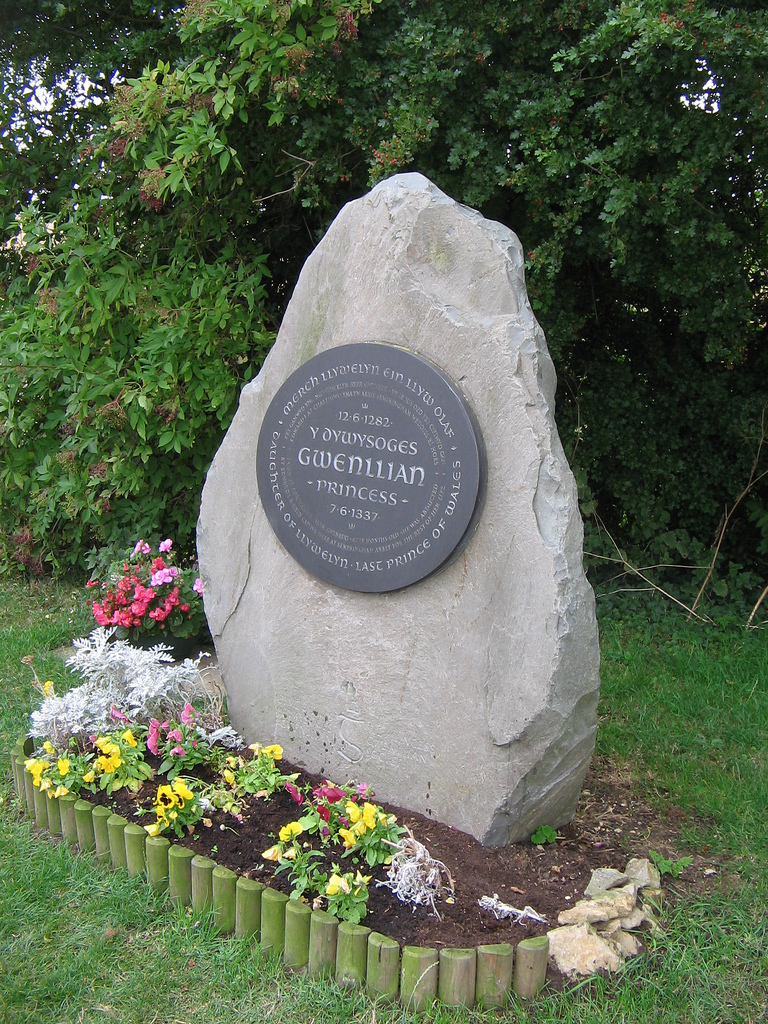
Monumento a Gwenllian en Sempringham, Inglaterra, donde estuvo encarcelada desde su infancia.

Tras su ceremonia nupcial en 1278, Leonor de Montfort fue conocida oficialmente como princesa de Gales.  El 19 de junio de 1282, murió al dar a luz a su primera hija, Gwenllian.
La infanta fue capturada por las tropas inglesas al año siguiente, tras la muerte de su padre, Llywelyn ap Gruffydd, en diciembre de 1282. Por orden de Eduardo I, fue recluida en el remoto priorato de Sempringham, en Lincolnshire, donde permaneció hasta su muerte en 1337.
El estatus de Gwenllian fue reconocido al menos una vez por la Corona inglesa. Al escribir al papa en un intento por conseguir más dinero para el priorato de Sempringham, el rey declaró que "...aquí se custodia a la princesa de Gales, a quien tenemos que mantener". El título "princesa de Gales", tal como se utiliza aquí, no tenía su significado habitual y aceptado.

### Margaret Hanmer y Catrin, hija de Glyndŵr
Margaret Hanmer, a veces conocida como Marred ferch Dafydd (su nombre galés), era la esposa de Owain Glyndŵr. Algunos historiadores modernos le han concedido el título de «princesa de Gales».
Catrin era hija de Owain Glyndŵr y Margaret Hanmer. En noviembre de 1402 se casó con sir Edmund Mortimer, segundo hijo de Edmund Mortimer, III Conde de March y, por la línea de su madre, bisnieto de Eduardo III de Inglaterra.
Edmund Mortimer murió durante el asedio del Castillo de Harlech en 1409, por causas desconocidas. Catrin fue capturada luego junto a sus tres hijas y fueron llevadas a la Torre de Londres, junto con la madre de Catrin y una de sus hermanas. Se tiene constancia de la muerte y el entierro de Catrin y de sus hijas, pero se desconocen las causas de su fallecimiento. Fueron enterradas en la iglesia de San Swithin de Londres.
| Imagen | Nombre                     | Fecha de nacimiento | Cónyuge              | Fecha de fallecimiento | Notas                                                                                    |
| ------ | -------------------------- | ------------------- | -------------------- | ---------------------- | ---------------------------------------------------------------------------------------- |
|        | Juana de Gales             | 1191                | Llywelyn el Grande   | 2 de febrero de 1237   | Conocida como Siwan en galés; lady de Gales y Snowdon; se cree que fue princesa de Gales |
|        | Isabella de Braose         | 1222                | Dafydd ap Llywelyn   | 1248                   | Se cree que fue princesa de Gales                                                        |
|        | Leonor de Montfort         | 1252                | Llywelyn ap Gruffydd | 19 de junio de 1282    | princesa de Gales; señora de Snowdon                                                     |
|        | Elizabeth Ferrers          | 1250                | Dafydd ap Gruffydd   | 1300                   | Se cree que fue princesa de Gales                                                        |
|        | Gwenllian de Gales         | Junio de 1282       |                      | 7 de junio de 1337     | Princesa de Gales; hija de Llywelyn ap Gruffydd                                          |
|        | Margaret Hanmer            | 1370                | Owain Glyndŵr        | 1420                   | Atribuida posteriormente                                                                 |
|        | Catrin ferch Owain Glyndŵr |                     | Edmund Mortimer      | 1413                   | Se cree que fue princesa de Gales; hija de Owain Glyndŵr                                 |

## Cónyuge del heredero natural británico (antes inglés)
Cecilia Neville, esposa de Ricardo, III duque de York, no figura en esta lista. Aunque a su esposo se le concedieron brevemente varios títulos, entre ellos el de príncipe de Gales, por una ley del Parlamento como parte de su acuerdo para suceder a Enrique VI, por lo general no se le reconoce como tal y no se le menciona en ningún resumen publicado sobre el tema.
Aunque no se le concedió el título por derecho propio, la futura reina María I fue investida durante su juventud por su padre, Enrique VIII, con muchos de los derechos y propiedades otorgados tradicionalmente al príncipe de Gales, lo que incluyó el uso del sello oficial de Gales para la correspondencia. Durante la mayor parte de su infancia, María fue la única hija legítima de su padre y, por esta razón, a menudo se hacía referencia a ella como princesa de Gales, aunque Enrique nunca la creó formalmente como tal. Por ejemplo, el erudito contemporáneo Juan Luis Vives dedicó su Satellitium Animi a Dominæ Mariæ Cambriæ Principi, Henrici Octavi Angliæ Regis Filiæ ("A la Señora María, príncipe de Gales, Hija de Enrique VIII, Rey de Inglaterra").
En los círculos políticos galeses se sugirió que la hija mayor de Jorge VI, la princesa Isabel (la futura reina Isabel II), recibiera el título al cumplir 18 años, pero aquel rechazó la idea porque consideraba que tal título pertenecía únicamente a la esposa de un príncipe de Gales y que este siempre había sido el heredero natural.
Camila, la segunda esposa de Carlos III, fue princesa de Gales de 2005 a 2022, pero no utilizó el título debido a su popular asociación con la primera esposa de su marido, Diana.
El 9 de septiembre de 2022, un día después de su ascenso al trono, Carlos III otorgó el título de príncipe de Gales a su hijo mayor, el príncipe Guillermo, convirtiendo así a su esposa, Catalina, en la nueva princesa de Gales.
| Imagen | Nombre anterior                                                  | Fecha de nacimiento      | Fecha de matrimonio                                    | Se convirtió en princesa de Gales                      | Cónyuge                        | Cambio en el tratamiento                                                                           | Fecha de fallecimiento  | Notas                                                                   |
| ------ | ---------------------------------------------------------------- | ------------------------ | ------------------------------------------------------ | ------------------------------------------------------ | ------------------------------ | -------------------------------------------------------------------------------------------------- | ----------------------- | ----------------------------------------------------------------------- |
|        | Juana de Kent                                                    | 19 de septiembre de 1328 | 10 de octubre de 1361                                  | 10 de octubre de 1361                                  | Eduardo de Woodstock           | 7 de junio de 1376 Muerte del esposo; pasó a ser princesa viuda de Gales                           | 7 de agosto de 1385     |                                                                         |
|        | Ana Neville                                                      | 11 de junio de 1456      | 13 de diciembre de 1470                                | 13 de diciembre de 1470                                | Eduardo de Westminster         | 4 de mayo de 1471 Muerte del esposo; pasó a ser princesa viuda de Gales                            | 16 de marzo de 1485     | Más tarde se convirtió en reina consorte como la esposa de Ricardo III  |
|        | Catalina de Aragón                                               | 16 de diciembre de 1485  | 19 de mayo de 1499 (por poder) 14 de noviembre de 1501 | 19 de mayo de 1499 (por poder) 14 de noviembre de 1501 | Arturo Tudor                   | 2 de abril de 1502 Muerte del esposo; pasó a ser princesa viuda de Gales                           | 7 de enero de 1536      | Más tarde se convirtió en reina consorte como la esposa de Enrique VIII |
|        | Carolina de Brandeburgo-Ansbach                                  | 1 de marzo de 1683       | 22 de agosto de 1705                                   | 27 de septiembre de 1714                               | Jorge Augusto                  | 11 de junio de 1727 El marido accedió al trono como Jorge II; se convirtió en reina consorte       | 20 de noviembre de 1737 |                                                                         |
|        | Augusta de Sajonia-Gotha-Altemburgo                              | 30 de noviembre de 1719  | 17 de abril de 1736                                    | 17 de abril de 1736                                    | Federico Luis                  | 31 de marzo de 1751 Muerte del esposo; pasó a ser princesa viuda de Gales                          | 8 de febrero de 1772    |                                                                         |
|        | Carolina Amelia Isabel de Brunswick-Wolfenbüttel                 | 17 de mayo de 1768       | 8 de abril de 1795                                     | 8 de abril de 1795                                     | Jorge Augusto Federico         | 29 de enero de 1820 El marido accedió al trono como Jorge IV; se convirtió en reina consorte       | 7 de agosto de 1821     |                                                                         |
|        | Alexandra Caroline Marie Charlotte Louise Julia de Dinamarca     | 1 de diciembre de 1844   | 10 de marzo de 1863                                    | 10 de marzo de 1863                                    | Alberto Eduardo                | 22 de enero de 1901 El marido accedió al trono como Eduardo VII; se convirtió en reina consorte    | 20 de noviembre de 1925 |                                                                         |
|        | Victoria Mary Augusta Louise Olga Pauline Claudine Agnes de Teck | 26 de mayo de 1867       | 6 de julio de 1893                                     | 9 de noviembre de 1901                                 | Jorge Federico Ernesto Alberto | 6 de mayo de 1910 El marido accedió al trono como Jorge V; se convirtió en reina consorte          | 24 de marzo de 1953     |                                                                         |
|        | Diana Frances Spencer                                            | 1 de julio de 1961       | 29 de julio de 1981                                    | 29 de julio de 1981                                    | Carlos Felipe Arturo Jorge     | 28 de agosto de 1996 Divorciada; adoptó el tratamiento de Diana, Princesa de Gales                 | 31 de agosto de 1997    |                                                                         |
|        | Camilla Rosemary Shand                                           | 17 de julio de 1947      | 9 de abril de 2005                                     | 9 de abril de 2005                                     | Carlos Felipe Arturo Jorge     | 8 de septiembre de 2022 El marido accedió al trono como Carlos III; se convirtió en reina consorte | Aún vive                | Conocida como duquesa de Cornualles durante su mandato                  |
|        | Catherine Elizabeth Middleton                                    | 9 de enero de 1982       | 29 de abril de 2011                                    | 9 de septiembre de 2022                                | Guillermo Arturo Felipe Luis   | Titular                                                                                            | Aún vive                |                                                                         |